# Ярославский театр кукол
Ярославский государственный театр кукол — государственный кукольный театр в Ярославле. Расположен на площади Юности в одном здании с Театром юного зрителя.

## История
Ярославский театр кукол появился 1 марта 1927 года. Первое представление — сказка «Девочка и медведь» и интермедия Петрушки — состоялось в одном из домов по улице Флотской в постановке режиссёра Марии Николаевны Слободской, которая является основателем театра. 8 марта 1928 года состоялось первое общественное выступление театрального коллектива. Этот день и принято считать Днем рождения Ярославского театра кукол.
В начале 30-х годов в Ярославле было создано общество «Друг детей». Оно имело свои клубы, столовую, парикмахерскую, сапожную мастерскую, а в 1932 году взяло под опеку и театр кукол. Первым директором театра стала Анна Андреевна Гагуева. В первые годы существования у театра не было помещения. Спектакли шли большей частью во дворах. Через год городской отдел народного образования выделил постоянное помещение — комнату в библиотеке имени Н. А. Некрасова на улице Свободы. Финансировался театр на прибыль от сапожной мастерской при «Друге детей».
В годы войны коллектбригада работников театра кукол выступала в госпиталях, цехах.
В 1949 году театр получил своё здание на улице Комитетской. С этого времени ярославские кукольники ежегодно дают более трехсот спектаклей. С 1966 года Ярославский театр кукол является коллективным членом международной организации кукольников УНИМА. В 1984 году переехал в здание ярославского ТЮЗа на площади Юности.
9 января 2025 г. на 67-м году ушел из жизни директор Ярославского театра кукол, выдающийся деятель театрального искусства, заслуженный работник культуры Российской Федерации Дмитрий Ардальонович Стрекалов.
17 января 2025 года исполняющим обязанности директора Ярославского театра кукол назначен Алексей Владимирович Хитров.